# (73871) 1997 AP16
(73871) 1997 AP16 – planetoida z pasa głównego asteroid okrążająca Słońce w ciągu 3 lat i 171 dni w średniej odległości 2,29 j.a. Została odkryta 14 stycznia 1997 roku w Obserwatorium Kleť.